# 2022年クリミア攻撃
ロシアによるウクライナ侵攻において、ロシア軍のウクライナ南部攻勢が開始された、ロシア占領下のクリミア半島で2022年7月から一連の爆発と火災が発生した。占領されたクリミアは、その後のロシアによるヘルソン州とザポリージャ州占領の拠点となった。ウクライナ政府は全ての攻撃に対する責任を認めていない。

## タイムライン

### 2022

#### 7月
7月31日の朝、爆発装置を搭載したドローンがセヴァストポリの黒海艦隊の本部を攻撃し、6人が負傷した。同市への攻撃により、海軍の日の全ての催しは中止された。ウクライナ当局は攻撃への関与を否定したが、クリミアにおけるロシアの防空システムの弱点を指摘した。

#### 8月
8月9日、クリミアのノヴォフェドロフカ市にあるサーキ飛行場で一連の大規模な爆発が起き、伝えられるところでは1人が死亡、13人が負傷した（ノヴォフェドロフカ爆発）。衛星画像によると航空機7機が破壊され、3機が損傷した。この軍用飛行場は2014年のクリミア併合時にロシア軍に占拠された。ウクライナ大統領府長官顧問のミハイロ・ポドリャクは、ウクライナが爆発に関与したのか問われ、「もちろん関与していない」と答えたが、約一か月後にウクライナ軍総司令官のヴァレリー・ザルジニーは、8月9日にサーキ飛行場を含む、クリミア半島の多数の軍事施設に向けてウクライナ軍のロケット弾が発射されたと述べ、ウクライナによる攻撃を認めた。
8月16～17日、クリミア北部メイスコエで弾薬庫が爆発し、20キロメートル離れたジャンコイでも爆発が起き変電所で火災が発生したと報じられ、ロシア国防省は「破壊工作」によって損害を受けたと発表した。この事件で2人が負傷した。メリトポリ市長のイヴァン・フェドロフによると、爆発の後、クリミアの占領当局は避難を始めたといい、伝えられるところでは約2000人が避難した。クリミア共和国首長のセルゲイ・アクショーノフは、現場から半径5キロが安全のため封鎖され、住民およそ3000人が避難したと明らかにした。
8月21日の朝、セヴァストポリで爆発音が聞こえ、クリミア当局はそれは防空が作動したものだと主張した。翌日、市内に再び爆発音が鳴り響き、占領当局は、ドローン1機が撃墜されたと発表した。8月23日、セヴァストポリのミハイル・ラズボザエフ首長は、防空が機能したとする映像を投稿した。8月26日、イェウパトーリヤ近くのノヴォオゼルノエ村で対空防衛システムが作動した。

#### 9月
9月7日、エフパトーリヤで数回の爆発音が鳴り響いた。この地域のロシアの占領当局は、防空の起動とドローン数機の破壊を発表した。9月21日、セヴァストポリのコザチャ湾のソルダツキービーチで海上ドローン1機が発見された。ドローンは検査後、海に曳航され爆破された。9月26日、地元の人々がヤルタ、グルズフ、シンフェロポリで爆発が起きた可能性と、防空作戦の可能性を報告したと報じられた。

#### 10月
10月1日、セヴァストポリ付近のベルベック軍用空港で爆発が起き、伝えられるところでは防空システムがこの地域でドローン1機を撃墜した。10月8日午前6時7分に、クリミア大橋の道路部分でトラックが爆発し、並行する鉄道橋で列車の燃料輸送車両に火が燃え移り、橋の車道部分が2ヶ所、部分的に崩落した他、近くの車両にいた3人が死亡した（クリミア大橋爆発）。同日夜、ロシア当局は、橋の通行の一部が再開したと明らかにし、部分再開した橋が使えない大型車両用にロシア本土とクリミアを結ぶフェリーの運航が開始され、鉄道橋も通行が再開したとみられる。プーチンは、クリミア大橋への攻撃は、2022年10月のウクライナへのミサイル攻撃（ウクライナ全土爆撃）の理由であると主張した。10月27日、セヴァストポリのミハイル・ラズボザエフ首長はテレグラムに「きょう（27日）未明、バラクラヴァ火力発電所に無人機攻撃があった。変圧器がわずかな損傷を受けた。死傷者はいなかった」と投稿した。

##### セヴァストポリへのドローン攻撃
10月29日、ロシアが占領しているセヴァストポリ海軍基地が無人水上機と航空ドローンの攻撃を受けた。ロシアのタス通信によると、10月29日の午前4時20分に大きな爆発音が鳴り響き、その後、更にいくつかの「ポップ音」が聞こえたという。テレグラムチャンネルで出回り始めた動画には、セヴァストポリ上空に黒煙が立ち昇り、爆発音も聞こえた。ロシア国防省は、無人機9機と自律型潜水機7機がこの攻撃で使用されたと発表した。GeoConfirmedのアナリストによると、ロシアの艦船への攻撃に6～8機のドローンが参加し、少なくとも三隻の船に命中し、2機の海上ドローンは破壊された可能性が高いと考えた。動画内で損傷したように見える船の一隻がモスクワ沈没後の黒海艦隊の新たな旗艦「アドミラル・マカロフ」であった。
攻撃を受けて、ロシア当局は、ウクライナ側に被害状況や迎撃能力が漏れ伝わる恐れがあるとして、監視カメラの稼働停止を命じ、セヴァストポリ湾へのボートの入港を禁じた。ロシアはウクライナとイギリスがこの攻撃の準備にかかわっていると非難し、ロシアの代表者は、この攻撃は「ウクライナのオチャキフ市（ムィコラーイウ地域）にいるイギリスの専門家の指導の下実行された」と述べ、ロシア当局はまた、「イギリスの専門家」の同じユニットがガスパイプラインの「ノルドストリーム」と「ノルドストリーム２」が爆破された「黒海でのテロ行為」に関与していると主張した。一連の主張について英国防省は、ロシアは「壮大なスケールの虚偽の主張を売り物にしている」と反論した。攻撃後、ロシアは黒海穀物輸出協定への参加を4日間停止した。ロシアの発表にもかかわらず、穀物船はウクライナから出航し続けた。これらの出来事の前に、ウクライナはロシアが協定から撤退する計画の可能性について警告していた。

#### 11月
11月22日、セヴァストポリで数回の爆発音が報告され（目撃者は対空システムが作動したと報告）、その結果、海上交通は停止しなければならなかった。ラズボザエフ首長によると、火力発電所に向かっていた2機のドローンが撃墜され、海上でもドローンの攻撃が複数回あったが、死傷者は出ていないという。

#### 12月
12月10日、セヴァストポリで爆発音が報告され、伝えられるところでは対空システムが作動した。12月30日、セヴァストポリで再び爆発音が報告され、対空システムとロシアの航空機が海上でロケットを迎撃したと報じられた。

### 2023年

#### 1月
1月2日、ロシア当局によると、セヴァストポリで爆発音が報告され、対空システムが起動し、ドローン2機が海上で撃墜された。1月3日、ジャンコイで再び爆発が報告され、伝えられるところでは対空システムが作動し、目撃者もある種の「標的」の破壊を報告した。地方当局によると、1月15日にセヴァストポリで爆発音が更に報告され、対空システムが作動し、伝えられるところではセヴァストポリ湾上空でドローン1機が破壊された。